# On a demandé la main de ma sœur
Pour plus de détails, voir Fiche technique et Distribution.
On a demandé la main de ma sœur (titre italien : La pretora) est une comédie érotique italienne réalisée par Lucio Fulci et interprétée par Edwige Fenech ; elle est sortie en 1976.

## Synopsis
A Bellignano, une ville imaginaire de Vénétie,Viola Orlando est une juge incorruptible et crainte par tout le monde surtout par les hommes. Mais elle a un secret : elle a un sœur jumelle, Rosa, qui est une prostituée de luxe. Les ennemis de la magistrate découvrent l'existence de Rosa et la manipulent pour ruiner la réputation de Viola.

## Fiche technique
- Titre original : La pretora
- Titre français : On a demandé la main de ma sœur ou Juge ou putain
- Réalisation : Lucio  Fulci
- Scénario : Franco Marotta, Franco Mercuri et Laura Toscano
- Montage : Ornella Micheli
- Musique : Nico Fidenco
- Photographie : Luciano Trasatti
- Production : Roberto Sbarigia
- Pays d'origine :  Italie
- Format : couleurs
- Genre : Comédie érotique italienne
- Durée : 98 minutes
- Dates de sortie :
  - Italie : 5 novembre 1976
  - France : 20 juin 1979
- Interdit aux moins de 16 ans

## Distribution
- Edwige Fenech : Juge Viola Orlando / Rosa Orlando
- Raf Luca : Raffaele Esposito
- Giancarlo Dettori : Conte Renato Altero
- Mario Maranzana : Bortolon
- Carlo Sposito : Procureur
- Walter Valdi : Zaganella
- Gianni Agus : Angelo Scotti
- Oreste Lionello : Francesco Lo Presti
- Gianni Solaro : Magni - Avocat d'Amorini
- Piero Palermini : Vendeur de voitures
- Luca Sportelli : Toni
- Galliano Sbarra :
- Pietro Tordi : Pavanin
- Enrico Marciani : Maitre d'hotel
- Alfredo Adami :
- Angelo Casadei : Homme au restaurant
- Lucio Fulci :
- Marina Hedman : Regina
- Alba Maiolini : Femme au tribu
- Enzo Mondino : Avocat de Speggiorin